# Peter Holland (Zoologe)
Peter William Harold Holland (* 17. August 1963 in Heyde)  ist ein britischer Zoologe.
Holland studierte am The Queen’s College der Universität Oxford mit dem Abschluss (M.A.) 1984 und wurde 1987 am National Institute for Medical Research promoviert. Danach war er Royal Society University Research Fellow in Oxford, bevor er 1994 Professor für Zoologie an der University of Reading wurde. Er ist seit 2002 Linacre Professor für Zoologie an der Universität Oxford, Fellow des Merton College und Leiter der Abteilung Zoologie in Oxford.
Holland befasst sich damit, wie die biologische Diversität von Tieren (ausgedrückt in der genetischen Kontrolle der embryonalen Entwicklung) mit der Evolution der DNA  zusammenhängt. Insbesondere untersuchte er dabei die Homöobox-Gene, die er bei Lanzettfischchen und höheren Wirbeltieren untersuchte. Er zeigte deren Bedeutung in der Evolution der Wirbeltiere.
Er ist Fellow der Royal Society (2003), 2004 die Genetics Society Medal und erhielt 2019 die Darwin-Medaille. 2005 erhielt er die Blaise-Pascal-Medaille, 2006 die Alexander-Kowalewski-Medaille und 2012 die Linné-Medaille.

## Schriften (Auswahl)
- The Animal Kingdom: A Very Short Introduction, Oxford UP 2011